# Góreczki (wieś w województwie wielkopolskim)
Góreczki – wieś w Polsce, położona w województwie wielkopolskim, w powiecie krotoszyńskim, w gminie Koźmin Wielkopolski.
W latach 1975–1998 miejscowość administracyjnie należała do województwa kaliskiego.

## Pochodzenie
Wieś w Polsce położona w województwie wielkopolskim, w powiecie krotoszyńskim, w gminie Koźmin Wielkopolski. Właścicielami połowy wsi byli Jan Gorecki i jego żona Helena Pożarowska (Góreczki lata: 1581, 1583, 1584, 1587, 1588, 1595, 1609). W 1578 r. pojawia się Walenty Gorecki – właściciel drugiej połowy wsi. Ma on trzech synów: Stanisława (wzm. Góreczki 1611 r., 1614 r.), Wacława (wzm. Górka Kaczkowska 1595 r.) oraz Walentego – żonatego z Katarzyną  Pigłowską (wzm. Góreczki 1588 r., 1594 r.). Walenty i Katarzyna mają synów: Jana żonatego z Anną Łubowiecką (wzm. w 1626 r. Jan zapisał posag w wys. 2 400 złotych na połowie części wsi Góreczki żonie Annie Łubowieckiej) oraz Marcina (wzm. Sprzedaje swoje części Góreczek za 2 000 złotych polskich bratu Janowi Goreckiemu w roku  1642). Ostatnim znanym Góreckim będącym posesorem dóbr Góreczki był właśnie Jan.